# Memry Savanhu
Memry Savanhu (también Memory Savanhu) es una actriz, cineasta y emprendedora de Nollywood nacida en Zimbabue. Debutó en la película Distance Between en 2008, y, desde entonces, protagonizó películas como One Fine Day, On Bended Knees y '76. Es la fundadora de Memkay Productions, un equipo de producción cinematográfica.

## Biografía
Savanhu nació en Zimbabue y reveló al periódico Nigerian Guardian que es de etnia Zezuru. Estudió teatro en Londres y cine en la Academia de Cine de Nueva York en Abu Dabi, Emiratos Árabes.

## Carrera
Debutó en la película dirigida por Izu Ojukwu, Distance Between, en 2008 con Rita Dominic, Mercy Johnson, Kalu Ikeagwu y Yemi Blaq. Posteriormente, participó en proyectos como One Fine Day, Cougars Reloaded, Catwalq y On Bended Knees. En 2016, dio vida a "Eunice" en el drama de guerra histórico de Izu Ojukwu, '76. La película se estrenó en Nigeria el 3 de noviembre de 2016. En 2014, fue nominada en la categoría de "Mejor actriz del Reino Unido" de los Premios de la Academia Africana Zulú (ZAFAA), celebrados en Londres, Reino Unido, por su papel en la película Maria's Vision.
En octubre de 2015, fue nominada para los Premios Internacionales de Mujeres de Zimbabue (ZIWA) celebrados en Birmingham, Reino Unido. Este premio fue por su contribución a Nollywood, según Youth Village.

## Filmografía

### Cine
| Año  | Película         | Personaje       | Notas          | Ref.          |
| ---- | ---------------- | --------------- | -------------- | ------------- |
| 2016 | '76              | Actriz (Eunice) | Drama, Romance | [ 14 ] [ 15 ] |
| 2015 | One Fine Day     | Actriz          | Drama, Romance | [ 2 ]         |
| 2014 | Maria's Vision   | Actriz (Maria)  | Romance, Drama | [ 5 ]         |
| 2013 | On Bended Knees  | Actriz          | Drama          | [ 3 ]         |
| 2009 | Nnenda           | Actriz          | Drama          | [ 16 ] [ 17 ] |
| 2008 | Distance Between | Productora      | Romance, Drama | [ 1 ]         |

### Series de televisión
| Año    | Película                                    | Personaje | Notas                                  | Ref.                 |
| ------ | ------------------------------------------- | --------- | -------------------------------------- | -------------------- |
| 2012 - | Catwalq (también llamada Pasarela de Lagos) | Actriz    | Serie de televisión, Telenovela, Drama | [ 18 ] [ 19 ] [ 20 ] |

## Premios y nominaciones
| Año  | Evento | Premio                       | Resultado |
| ---- | ------ | ---------------------------- | --------- |
| 2015 | ZIWA   | Contribución de Nollywood    | Nominada  |
| 2014 | ZAFAA  | Mejor actriz del Reino Unido | Nominada  |